# جيف كوهن (صحفي)
جيف كوهن (بالإنجليزية: Jeff Cohen)‏ هو صحفي أمريكي، ولد في 10 نوفمبر 1951.

## وصلات خارجية
- جيف كوهن على موقع IMDb (الإنجليزية)
- جيف كوهن على موقع إن إن دي بي (الإنجليزية)
- جيف كوهن على موقع قاعدة بيانات الفيلم (الإنجليزية)